# Federico Della Valle
Federico Della Valle, né vers 1560 dans la  province d'Asti et mort à Milan entre 1628 et avant le 13 janvier 1629, est un dramaturge, poète et écrivain italien.

## Biographie
Federico Della Valle est né vers 1560 dans la province d'Asti qui devait donner à l'Italie, moins de deux cents ans plus tard, son plus grand poète tragique, Alfieri. À partir de 1587 il passe une partie de sa vie à la cour royale de Savoie de Turin avant de s'installer à Milan. 
Peu connu et négligemment traité de son vivant, presque oublié pendant trois siècles, Della Valle est une « découverte » de notre temps. Il est l'auteur d'une tragicomédie, Adelonda di Frigia (« Adelonde de Phrygie ») (1595), composée à l'occasion de l'arrivée à Turin du cardinal archiduc Albert d'Autriche, et de trois tragédies, Judit («Judith»), 1627 ; Ester (« Esther »), 1627 ; La reina di Scotia (« La reine d’Écosse »), 1628, mais dont la première ébauche remonte à 1591 et une première révision à 1595,. Inspirée par le personnage de Marie Stuart, La reina di Scozia est considérée comme étant un chef-d'œuvre du théâtre de la Contre-Réforme.